# Itamar Franco
Itamar Augusto Cautiero Franco, född 28 juni 1930 på ett fartyg på väg mellan Salvador och Rio de Janeiro, död 2 juli 2011 i São Paulo, var en brasiliansk politiker. Franco verkade som liberal politiker från 1960-talet. Han valdes till vicepresident för Fernando Collor de Mello 1989. Efter att Collor tvingades avgå på grund av korruptionsanklagelser, blev Franco Brasiliens president 1992–1994. Franco avled av långvarig cancer.